# Antônio Gastão de Roquelaure, Duque de Roquelaure
Antônio Gastão de Roquelaure (1656 - 6 de maio de 1738) foi um nobre francês e Marechal de França. Ele também era neto de outro marechal, Antônio de Roquelaure.

## Biografia

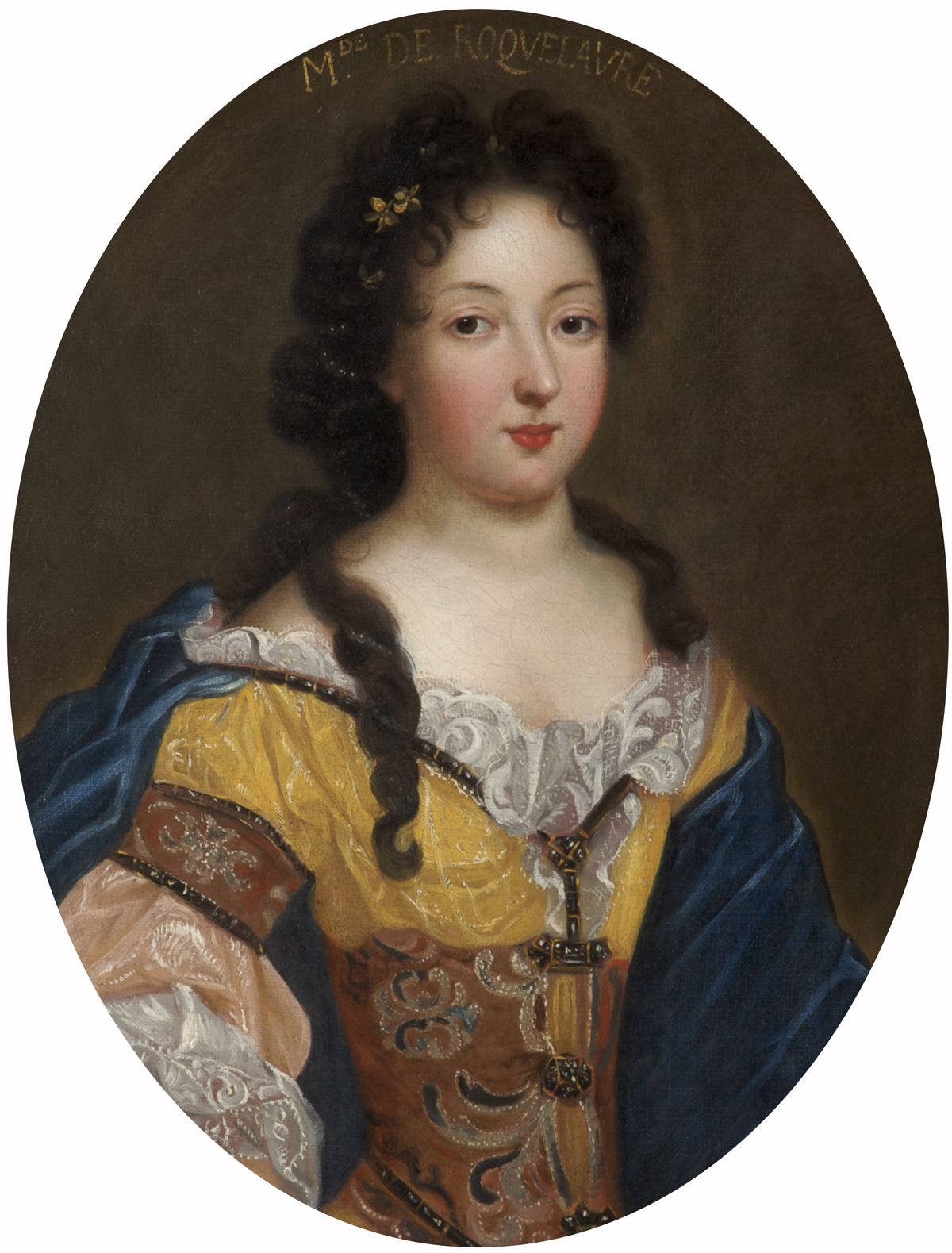
Madame la Duchesse de Roquelaure, de Mignard.

Neto do marechal Antônio de Roquelaure (1543-1623), filho de Gastão João Batista de Roquelaure (1615-1683), duque de Roquelaure e Carlota Daillon du Lude (falecida em 1657), herdeira de Henrique de Daillon, duque de Lude), ele se casou em 20 de maio de 1683 com Maria Luísa de Laval-Lezay, filha de Guy Urbano de Laval-Montmorency (1657-1735), de quem teve duas filhas:
- Francisca (1683-1740) casou-se em 1708 com Luís de Rohan (1679-1738), príncipe de Léon, então duque de Rohan;
- Isabel (1696-1752) casou-se em 1714 com Carlos Luís de Lorena (1696-1755), conde de Marsan , príncipe de Mortagne e senhor de Pons, conhecido sob o título de príncipe de Pons.

Ele era, segundo Saint-Simon , "um curinga de profissão, extremamente bem-humorado; ele às vezes dizia boas palavras e até sobre si mesmo. Dizem que a duquesa, que fora a dama de honra da Delfina, fora gentil com Luís XIV e que era necessário casar com ela com toda a pressa, de modo que, no nascimento de sua primeira filha, a O duque de Roquelaure teria dito: "Senhorita, seja bem-vindo. Eu não esperava você tão cedo."
Brigadeiro em 1689, marechal de campo em 1691, tenente-general em 1696, foi governador de Languedoc e reprimiu a Guerra dos Camisards. Ele foi elevado à dignidade do marechal de França em 2 de fevereiro de 1724 e cavaleiro da Ordem do Espírito Santo em 2 de fevereiro de 1728.
Foi ele quem construiu em 1724 o Hotel Roquelaure, cuja entrada é hoje 246 Boulevard Saint-Germain, em vez de uma "pequena casa" que ele possuía neste local desde 1709.